# ویلبر سانچز (کشتی‌گیر)
ویلبر سانچز (اسپانیایی: Wilber Sánchez‎؛ زادهٔ ۲۱ دسامبر ۱۹۶۸) کشتی‌گیر اهل کوبا بود.